# William Guy Wall
William Guy Wall (Dublin, 1792 - Dublin, 1864) foi um pintor irlandês ativo nos Estados Unidos, um precursor da Escola do Rio Hudson.
Imigrou para os Estados Unidos em 1812, já tendo sólido conhecimento de pintura, e adquirirndo reputação rapidamente por sua sensibilidade na aquarela, onde retratava cenas do rio Hudson e arredores, algumas das quais foram reproduzidas em gravura num álbum sobre o rio, o Hudson River Portfolio (New York, 1821-1825), que foi uma das primeiras publicações a chamar a atenção do público para as belezas naturais da região.
Foi membro fundador da Academia Nacional de Desenho e fez muitas exposições, desenvolvendo um estilo romântico idealista. Seu filho William Archibald Wall também se tornou pintor de paisagem.